# Duzina de ticăloși
Duzina de ticăloși (în engleză The Dirty Dozen) este un film de război din 1967, cu Lee Marvin în rolul principal și cu Ernest Borgnine, Charles Bronson, Jim Brown, John Cassavetes, George Kennedy, Robert Ryan, Telly Savalas, Robert Webber și Donald Sutherland în alte roluri. Filmul, regizat de Robert Aldrich,  a fost filmat în Marea Britanie la MGM-British Studios și lansat de MGM. A fost un succes de box office și a câștigat premiul Oscar pentru cea mai bună editare sonoră la cea de-a 40-a ediție a premiilor Oscar în 1968. În 2001, Institutul American de Film a plasat filmul pe locul 65 în lista lor AFI's 100 Years...100 Thrills. 
Scenariul este bazat pe best-seller-ul din 1965 scris de E. M. Nathanson, care s-a inspirat după o unitate reală din timpul celui de-al doilea război mondial de specialiști în demolări din spatele liniilor, unitate a Diviziei 101 Aeropurtată denumită „Filthy Thirteen”. 

## Intrigă
În martie 1944, ofițerul OSS, maiorul John Reisman, primește ordin de la comandantul ADSEC din Marea Britanie, generalul maior Sam Worden, să înceapă Proiectul Amnistia: o misiune top-secretă de a-i antrena pe unii dintre cei mai răi prizonieri ai armatei americane și de a-i transforma în trupe de comando pentru a fi trimiși într-o misiune sinucigașă chiar înainte de Ziua Z. Obiectivul este un castel de lângă Rennes, în Bretania, unde zeci de ofițeri de rang înalt din Germania vor fi eliminați pentru a perturba lanțul de comandă al Wehrmachtului din nordul Franței înainte de invazia aliaților. Lui Reisman i se spune că poate promite prizonierilor că cei care supraviețuiesc vor fi grațiați. 
Reisman se întâlnește cu cei 12 condamnați într-o închisoare a armatei americane condusă de poliția militară. Cinci sunt condamnați la moarte prin spânzurare, în timp ce ceilalți au sentințe de zeci de ani de muncă silnică. Reisman devine autoritar după ce îl pune la pământ pe rebelul Franko care l-a atacat și apoi îi pune bocancul pe obraz. Cu un detașament al poliției militare condus de sergentul Bowren ca gardieni, prizonierii învață treptat cum să lucreze împreună atunci când sunt obligați să își construiască propria baracă de antrenament. Cu toate acestea, când un act de insubordonare este instigat de Franko, toate trusele de bărbierit și de spălat sunt reținute ca pedeapsă, ceea ce le aduce porecla „Cei 12 mizerabili”. În timpul antrenamentului, prizonierii sunt psihanalizați de căpitanul Kinder, care îl avertizează pe Reisman că este foarte probabil că-l vor ucide dacă li se va da șansa; iar violatorul/criminalul Maggott este de departe cel mai periculos. 
Ei sunt apoi trimiși pentru antrenament la săritura cu parașuta într-o unitate comandată de adversarul lui Reisman, colonelul Everett Dasher Breed comandantul Diviziei 101 Aeropurtată. După ce oamenii lui Reisman își bat joc de colonel, mai ales după ce Pinkley - la ordinul lui Reisman - se prezintă ca general incognito pentru a inspecta cele mai bune trupe ale lui Breed, colonelul Everett încearcă să descopere care este misiunea lui Reisman, punând doi dintre oamenii săi să îl bată pe Wladislaw într-o toaletă. Condamnații îl învinovățesc pe Reisman pentru atac, dar își dau seama ulterior că este nevinovat după ce Breed și oamenii săi vin în baza lor în căutarea unor răspunsuri. Reisman se infiltrează în propria tabără și îi face pe condamnați să dezarmeze trupele lui Breed, forțându-l pe colonel să plece din bază în umilință. 
Cu toate acestea, după ce Reisman aduce în bază prostituate pentru ca oamenii să sărbătorească finalizarea pregătirii lor, generalul Worden și șeful său de personal, generalul de brigadă Denton îl cheamă pe Reisman la raport. Denton, care ține cu Breed, îl îndeamnă pe generalul Worden să pună capăt Proiectului Amnistia și să-i trimită înapoi în închisoare pentru executarea pedepselor lor. Reisman îi apără pe prizonieri spunând feroce că fiecare dintre ei valorează cât zece bărbați ai lui Breed. Prietenul lui Reisman, maiorul Max Armbruster, sugerează un test: în timpul viitoarelor jocuri de război din Devon, „Duzina de ticăloși” va încerca să cucerească sediul colonelului Breed. Unitatea se infiltrează într-adevăr și surprinde sediul lui Breed folosind diverse tactici neortodoxe (fraudă, înșelare, schimbarea identității). Generalul Worden este impresionat de reușita misiunii lui Reisman. 
Apoi sunt duși cu avionul în nordul Franței, dar Jimenez moare rupându-și gâtul în timpul parașutării. Cu un bărbat în minus, misiunea continuă cu Wladislaw care știe germană și cu Reisman care se infiltrează împreună în castel deghizați ca ofițeri germani. Cu toate acestea, Maggott  strică tot planul atunci când, ca un psihopat, începe să tragă asupra oricui (prieten sau dușman) înainte de a fi ucis. Datorită împușcăturilor, ofițerii Wehrmacht și femeile se retrag într-un adăpost subteran. După ce intrarea este blocată, aceștia sunt uciși de grenade și benzină, care au fost aruncate prin ventilație. Până la urmă, doar Reisman, Bowren și Wladislaw scapă cu viață.  
În Anglia, vocea lui Armbruster confirmă faptul că generalul Worden a exonerat singurul membru supraviețuitor din „Duzina de ticăloși” și a comunicat rudelor celorlalți că aceștia „și-au pierdut viața în timpul îndeplinirii datoriei”.

## Distribuție
- Lee Marvin - Maiorul John Reisman
- Ernest Borgnine - Maiorul Gen. Sam Worden
- Charles Bronson - Joseph Wladislaw (nr. 9: condamnat la moarte prin spânzurare)
- Jim Brown - Robert T. Jefferson (nr. 3: condamnat la moarte prin spânzurare)
- John Cassavetes - Victor R. Franko (nr. 11: condamnat la moarte prin spânzurare)
- Richard Jaeckel - Sergentul Clyde Bowren
- George Kennedy - Maiorul Max Armbruster
- Trini Lopez - Pedro Jimenez (nr. 10: 20 de ani muncă silnică)
- Ralph Meeker - Căpitanul Stuart Kinder
- Robert Ryan - Colonelul Everett Dasher Breed
- Telly Savalas - Archer J. Maggott (nr. 8: condamnat la moarte prin spânzurare)
- Donald Sutherland - Vernon L. Pinkley (nr. 2: 30 de ani muncă silnică)
- Clint Walker - Samson Posey  (number 1: condamnat la moarte prin spânzurare)
- Robert Webber - General de brigadă James Denton
- Tom Busby - Milo Vladek (number 6: 30 de ani muncă silnică)
- Ben Carruthers - S. Glenn Gilpin (number 4: 30 de ani muncă silnică)
- Stuart Cooper - Roscoe Lever (number 5: 20 ani închisoare)
- Robert Phillips - Caporalul Carl Morgan
- Colin Maitland - Seth K. Sawyer (number 7: 20 de ani muncă silnică)
- Al Mancini - Tassos R. Bravos (number 12: 20 de ani muncă silnică)

## Continuări
Mai multe continuări au fost realizate: The Dirty Dozen: Next Mission, The Dirty Dozen: The Deadly Mission și The Dirty Dozen: The Fatal Mission.